# Hans van Breukelen
Johannes Franciscus „Hans“ van Breukelen (* 4. Oktober 1956 in Utrecht) ist ein ehemaliger niederländischer Fußballtorwart.

## Karriere
Van Breukelen spielte während seiner aktiven Laufbahn beim FC Utrecht, Nottingham Forest und PSV Eindhoven. Zudem absolvierte er 73 Länderspiele in der niederländischen Nationalmannschaft. Er nahm teil an der Fußball-Europameisterschaft 1980 in Italien, der EM 1988 in Deutschland, der WM 1990 in Italien und an der EM 1992 in Schweden. Mit der niederländischen Nationalmannschaft errang er 1988 den Europameistertitel. 
Van Breukelen war bekannt als Elfmetertöter, der in zahlreichen wichtigen Spielen Elfmeter hielt, so auch im Finale der Fußball-Europameisterschaft 1988, als er gegen Ihor Bjelanow kurz vor Schluss einen selbstverschuldeten Elfmeter parierte. Auf Karteikarten hielt er fest, in welche Ecke die besten europäischen Elfmeterschützen zu schießen pflegen.

### FC Utrecht
Seine Profikarriere startete Hans van Breukelen in der Saison 1976/77 für den FC Utrecht. In der folgenden Saison schaffte er den Sprung zum Stammtorhüter. Unter Trainer Han Berger war der Verein auch in der Eredivisie erfolgreich. 1979/80 belegte die Mannschaft den fünften Tabellenplatz und qualifizierte sich damit für den UEFA-Pokal 1980/81. Dort scheiterte Utrecht in der zweiten Runde mit 2:1 und 1:3 an Eintracht Frankfurt. Das Folgejahr führte die Mannschaft aus Utrecht auf den dritten Tabellenplatz und damit zur besten Platzierung seit vielen Jahren. Die Teilnahme am UEFA-Pokal 1981/82 führte in der ersten Runde zum Duell mit dem Hamburger SV. Nach dem 1:0-Sieg im Hinspiel in Hamburg folgte im Rückspiel in Arnheim jedoch eine 3:6-Heimniederlage und damit das frühzeitige Aus. In der Spielzeit 1981/82 erreichte van Breukelen mit Mitspielern wie Jan Wouters und Frans Adelaar das Finale des KNVB-Pokal, verlor dieses jedoch in zwei Spielen deutlich gegen AZ Alkmaar. In der Meisterschaft belegte van Breukelen mit seinen Mitspielern den fünften Platz und qualifizierte sich damit erneut für den Europapokal. Nach dieser Saison verpflichtete ihn der englische Erstligist Nottingham Forest für £200.000 als Nachfolger für den englischen Nationaltorhüter Peter Shilton. 

### Nottingham Forest
In seiner ersten Saison für den neuen Verein kam er aufgrund einer Verletzung nur zu 25 Ligaspielen, erreichte mit seiner Mannschaft jedoch einen fünften Tabellenplatz und qualifizierte sich damit für den UEFA-Pokal. Trainiert wurde der Verein von Brian Clough, der Forest 1978 als Aufsteiger sensationell zur englischen Meisterschaft geführt hatte. Anschließend gewann Nottingham Forest unter Clough und seinem kongenialen Co-Trainer Peter Taylor den Europapokal der Landesmeister 1978/79 und 1979/80. In der Spielzeit 1983/84 standen am Saisonende 36 Einsätze für van Breukelen zu Buche, zudem 8 Einsätze im UEFA-Pokal 1983/84, in dem Nottingham erst im Halbfinale unter dubiosen Umständen am RSC Anderlecht aus Belgien scheiterte. In der Liga wurde ein sehr guter dritter Tabellenplatz und damit die erneute Teilnahme am UEFA-Pokal erreicht. Mitspieler von van Breukelen in diesen zwei Jahren waren Steve Hodge, Ian Bowyer, John Robertson, Colin Todd und Viv Anderson. Trotz dieser Erfolge entschied sich van Breukelen zu einer Rückkehr in die Niederlande und wechselte zum PSV Eindhoven. Vom gleichen Verein verpflichtete Forest mit dem 22-jährigen Hans Segers seinen potentiellen Nachfolger.

### PSV Eindhoven
In seiner ersten Spielzeit für den neuen Verein erreichte er die Vizemeisterschaft hinter Ajax Amsterdam und damit die Teilnahme am UEFA-Pokal 1984/85, wo Eindhoven jedoch überraschend in der zweiten Runde an Dnipro Dnipropetrowsk scheiterte. Die Saison 1985/86 führte van Breukelens Team zur ersten niederländischen Meisterschaft seit acht Jahren. Mit deutlichem Vorsprung konnte der traditionelle Rivale Ajax Amsterdam auf den zweiten Platz verwiesen werden. Enttäuschend verlief der Auftritt im Europapokal der Landesmeister 1986/87, in dem die Mannschaft in der ersten Runde am deutschen Meister und späteren Finalisten FC Bayern München scheiterte. 
1987 konnte der PSV Eindhoven seinen Titel souverän verteidigen. In 34 Ligaspielen verlor die Mannschaft nur zweimal und kassierte zudem lediglich 21 Gegentore. Ruud Gullit wechselte nach der Saison in die italienische Serie A zum AC Mailand. Den Höhepunkt in seiner Vereinskarriere erlebte van Breukelen im Europapokal der Landesmeister 1987/88, in dem Eindhoven nach Siegen über Galatasaray Istanbul, den SK Rapid Wien, Girondins Bordeaux und Real Madrid das Finale in Stuttgart erreichte und dort nach Elfmeterschießen gegen Benfica Lissabon den Titel gewinnen konnte. Gemeinsam mit seinen Mitspielern Ronald Koeman, Gerald Vanenburg, Søren Lerby, Wim Kieft und Eric Gerets, sowie Trainer Guus Hiddink feierte van Breukelen vor 70.000 Zuschauern in Stuttgart auch den größten Erfolg in der Vereinsgeschichte des PSV Eindhoven. 
1988 und 1989 gewann der Verein erneut die niederländische Meisterschaft und kam damit auf vier Titel in Serie. Ebenfalls erfolgreich war das Team im niederländischen Pokal, wo 1988 durch ein 3:2 gegen Roda JC, 1989 durch ein 4:1 gegen den FC Groningen und 1990 durch ein 1:0 gegen Vitesse Arnheim, der Titel gleich dreimal in Serie eingefahren werden konnte. Im Europapokal der Landesmeister 1988/89 kam das Aus im Viertelfinale gegen den spanischen Meister Real Madrid und im Folgejahr ebenfalls in der Runde der letzten Acht gegen den FC Bayern München.
Zwei weitere Meistertitel feierte Hans van Breukelen 1991 und 1992. Im Europapokal der Landesmeister 1991/92 verlor Eindhoven in der zweiten Runde gegen den belgischen Nachbarn RSC Anderlecht. In der neu eingeführten UEFA Champions League 1992/93 erreichte das Team nach Erfolgen über Žalgiris Vilnius und AEK Athen die Gruppenphase. Dort blieb der Verein jedoch chancenlos gegen den Gruppensieger AC Mailand sowie den IFK Göteborg und FC Porto. Nach der Saison 1993/94 beendete Hans van Breukelen im Alter von 37 Jahren seine erfolgreiche Karriere.

## Niederländische Nationalmannschaft
Der 23-jährige van Breukelen stand im Kader der Fußball-Europameisterschaft 1980 in Italien, war dort jedoch hinter den etablierten Piet Schrijvers und Pim Doesburg nur die Nummer 3. In der Qualifikation zur Fußball-Weltmeisterschaft 1982 in Spanien scheiterten die Niederlande hinter Belgien, Frankreich und Irland und verfehlte so die Qualifikation für das Turnier. Auch die Teilnahme an der EM 1984 in Frankreich wurde durch einen zweiten Platz hinter Spanien nicht erreicht. Hans van Breukelen kam zu zwei Einsätzen, blieb jedoch die Nummer 2 hinter dem mittlerweile 37-jährigen Schrijvers. Besonders enttäuschend war die verfehlte Qualifikation für die WM 1986 in Mexiko, als die Niederlande hinter dem Außenseiter aus Ungarn lediglich den zweiten Platz belegte. Inzwischen hatte sich van Breukelen als Nummer 1 im niederländischen Tor etabliert.
Den größten Erfolg in seiner Länderspielkarriere feierte er in der folgenden Fußball-Europameisterschaft 1988 in Deutschland. Als unumstrittene Nummer 1 vor Joop Hiele von Feyenoord Rotterdam gewann er mit seinen Mitspielern Frank Rijkaard, Ronald Koeman, Ruud Gullit, Marco van Basten, Arnold Mühren und Adri van Tiggelen den Europameister-Titel durch ein 2:0 gegen die Sowjetunion. Besonders in Erinnerung blieb der 2:1-Erfolg im Halbfinale gegen die deutsche Fußballnationalmannschaft. Auch bei der WM 1990 in Italien gehörte die Niederlande zum Favoritenkreis, umso enttäuschender war das Aus im Achtelfinale gegen Deutschland. Zwei Jahre später konnte die Niederlande bei der EM 1992 in Schweden das Halbfinale erreichen, verlor dort jedoch gegen den Außenseiter Dänemark nach Elfmeterschießen und verfehlte damit das Finale gegen den alten Rivalen Deutschland. Nach dem Turnier beendete Hans van Breukelen seine 12-jährige Länderspielkarriere nach 73 Einsätzen.

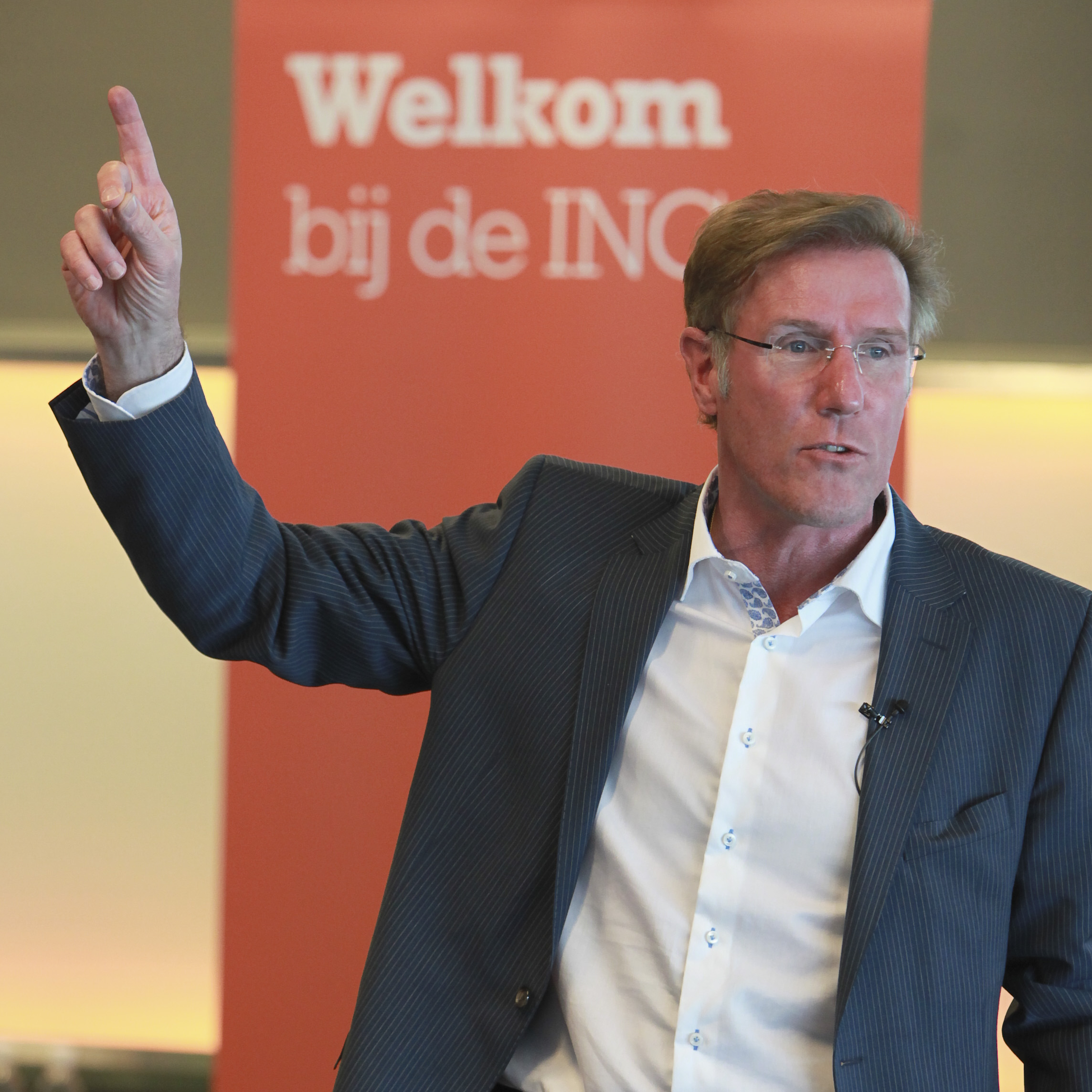
Hans van Breukelen (2011)

## Titel
- Niederländischer Meister: 1986, 1987, 1988, 1989, 1991, 1992
- Niederländischer Pokalsieger: 1988, 1989, 1990
- Europapokal der Landesmeister: 1988
- Europameister: 1988